# 4902 Thessandrus
4902 Thessandrus este un asteroid descoperit pe 9 ianuarie 1989 de Carolyn Shoemaker.